# Nomioides mucoreus
Nomioides mucoreus är en biart som beskrevs av Blüthgen 1933. Nomioides mucoreus ingår i släktet Nomioides och familjen vägbin. Inga underarter finns listade i Catalogue of Life.